# Christian Selk
Christian Selk (Deventer, 1971) is Nederlandse turner. Hij was lid van de Deventer gymnastiekvereniging VZOD (1894-1997). Hij domineerde samen met zijn jongere broer Alexander van 1991 tot en met 1997 het Nederlands herenturnen. In totaal is hij zes keer Nederlands kampioen op de meerkamp- (1991; 1992; 1994; 1995; 1996; 1997) en 24 keer Nederlands toestelkampioen geworden. Op het NK meerkamp won hij bovendien twee maal zilver (1990; 1993), en één maal brons (1989). Daarnaast heeft hij aan zes wereld- en tien Europese kampioenschappen meegedaan. In februari 1997 kwam er aan de carrières van de gebroeders Selk een abrupt einde na een hoog opgelopen conflict met de turnbond.

## erelijst

### 1989
- -  NK Meerkamp

### 1990
- -  NK Meerkamp

### 1991
- -  NK Meerkamp
  -  NK Vloer
  -  NK Ringen

### 1992
- -  NK Meerkamp
  -  NK Brug
  -  NK Vloer
  -  NK Ringen

### 1993
- -  NK Meerkamp
  -  NK Rek
  -  NK Brug
  -  NK Sprong
  -  NK Ringen

### 1994
- -  NK Meerkamp
  -  NK Rek
  -  NK Brug
  -  NK Sprong
  -  NK Vloer
  -  NK Ringen

### 1995
- -  NK Meerkamp
  -  NK Rek
  -  NK Brug
  -  NK Sprong
  -  NK Vloer
  -  NK Voltige
  -  NK Ringen

### 1996
- -  NK Meerkamp
  -  NK Brug
  -  NK Ringen

### 1997
- -  NK Meerkamp
  -  NK Brug
  -  NK Sprong